# Erocha leucodisca
Erocha leucodisca là một loài bướm đêm trong họ Noctuidae.